# SK Kladno
A Sportovní klub Kladno, általánosan SK Kladno vagy egyszerűen csak Kladno, cseh labdarúgócsapat Kladno városából. 1903. február 15-én alapították. A csapat a Stadion Františka Kloze-ban játszik, tisztelegve a klublegenda František Kloz emléke előtt. A klub története nagy részét az élvonalban töltötte, de napjainkban az amatőr cseh negyedosztály tagja.

## Története
1903. február 15-én fiatalemberek egy csoportja az azóta megszűnt kladnói "U Českého dvora" Hotelben ülve úgy határoztak, hogy megalapítják saját sportklubjukat, ahol a kor új játékát, a labdarúgást játszhatják. Ezen a napon a gazdag kladnói futballtörténelem első fejezete íródni kezdett.
Az első csapat Sportovní klub Kladno névre hallgatott 1905-ben. Hamarosan elértek egy erős pozíciót a vidéki cseh klubok közt, és szintén jó eredményeket értek el a legmagasabban jegyzett prágai csapatok ellen is. Már 1908 elején lejátszották az első bajnoki meccsüket Kladnóban, amikor is az AFK Kolín 5–1-re győzte le őket.
A kladnói csapat továbbra is a legmagasabb osztályban játszott 1925 és 1947 közt, amikor az eredmények manipulálásáért kizárták őket a ligából az 1946–47-es szezonban. A klub később még számos idényt teljesített a legjobbak közt, hosszabb periódusokban főleg 1948-49, 1952–58 és 1960-65 közt. A klub utolsó élvonalbeli szezonja négy évtizedig az 1969-70-es volt. Az élvonalba jutásra egészen 2006-ig kellett várni.
A legmagasabb osztályú csehszlovák liga statisztikáiban (1925–1993) az SK Kladno a 8. helyet foglalta el a cseh klubok közül. A klub összesen 618 meccset játszott, 558 pontot szerzett, és 1189–1398-as gólkülönbséggel zárta ezt a közel 60 éves korszakot.
Amióta a Slovan Wien 1–8-as vereséggel "küldte haza" a kladnóiakat, a klub megtartotta nemzetközi sportkapcsolatait. Legelőször 1908-ban az ismert angol klub, a Crystal Palace FC játszott Kladnóban, ezután az évek során találkoztak csapatokkal 34 országból, 4 kontinensről (Európa, Ázsia, Afrika és Amerika). Leggyakrabban európai csapatokkal találkoztak, különösen norvég, francia, német és osztrák klubokkal. Az SK Kladno fennállása egész időtartama alatt részt vett jelentős labdarúgótornákon. Ilyen volt a Mitropa Kupa  (1934, 1938, 1961), és az 1964-es Rappan-kupa, továbbá városi versenyek Belgiumban (Brüsszel, 1931 és Liege 1932, 1938). 1934-ben a Kladno vállalta leghosszabb nemzetközi utazását az USA-ba. Ez a kirándulás nem csak Csehszlovákiáról alakított ki pozitív képet, hanem az európai labdarúgásról is.
Sok fontos labdarúgó a Kladno kék-fehér szerelésében kezdte karrierjét, vagy viselte azt pályafutása során. Ilyen volt Otakar Škvain-Mazal (1894–1941), az SK Kladno ifistája, és három gól szerzője az antwerpeni olimpián 1920-ban, amikor is a csehszlovák csapat a döntőig menetelt. František Kloz (1905–1945), a Kladno legnépszerűbb játékosa, és a legtöbb gól szerzője (592 gól kladnói színekben), és csehszlovák válogatott is volt, aki csakúgy, mint csapattársa, Josef Kusala, pisztollyal kezében vesztette életét hazája felszabadítása alatt 1945-ben. Karel Kolský (1914–1984), a csehszlovák válogatottban játszott, majd később a kispadról is irányított. Jan Fábera (1928–1984), szintén volt SK Kladno-játékosként irányította sikeresen a szudáni labdarúgó-válogatottat, és edzősködött Algériában, továbbá Izlandon is. Az 1971-72-es szezontól, ő és Jozef Vengloš edzette a csehszlovák U23-as válogatottat, amelyik megnyerte az 1972-es U23-as labdarúgó-Európa-bajnokságot. Josef Kadraba (1933-2019) a Kladno csatára volt, később játszott és edzősködött is a Slovan Wien csapatában, de legfőkébb a cseh válogatott tagja volt, amelyik meglepetésre ezüstérmet nyert az 1962-es labdarúgó-világbajnokságon Chilében. Jan Suchopárek (1969-), kladnói növendék, később 61-szer lépett pályára a nemzeti csapatban. 1996-ban visszahozta az ezüstöt a második helyért az EB-n. Azt is meg kell jegyezni, hogy a legendás cseh csatár, a sokáig a Slavia Prahában játszó Josef Bican (1913–2001) is edzette a kladnói első csapatot, méghozzá az 1962-63-as szezonban.

## Korábbi nevek
- 1903 — SK Kladno (teljes név: Sportovní kroužek Kladno)
- 1904 — SK Kladno (teljes név: Sportovní klub Kladno)
- 1948 — ZSJ SONP Kladno (teljes név: Základní sportovní jednota Spojené ocelárny národní podnik Kladno) - merged with STAK Letná
- 1949 — TJ Sokol SONP Kladno (teljes név: Tělovýchovná jednota Sokol Spojené ocelárny národní podnik Kladno)
- 1953 — DSO Baník Kladno (teljes név: Dobrovolná sportovní organizace Baník Kladno)
- 1958 — TJ SONP Kladno (teljes név: Tělovýchovná jednota Spojené ocelárny národní podnik Kladno)
- 1960 — TJ Baník Kladno (teljes név: Tělovýchovná jednota Baník Kladno)
- 1961 — TJ SONP Kladno (teljes név: Tělovýchovná jednota Spojené ocelárny národní podnik Kladno)
- 1977 — TJ Poldi SONP Kladno (teljes név: Tělovýchovná jednota Poldi Spojené ocelárny národní podnik Kladno)
- 1989 — TJ Poldi Kladno (teljes név: Tělovýchovná jednota Poldi Kladno)
- 1993 — FC Terrex Kladno (teljes név: Football Club Terrex Kladno, a.s.)
- 1994 — FC Agrox Kladno (teljes név: Football Club Agrox Kladno, a.s.)
- 1995 — SK Kladno (teljes név: Sportovní klub Kladno, a.s.) - 2003-ban egyesült az SK Spolana Neratovice-vel

## Játékosok

### Jelenlegi keret
(2014. június 14. szerint)
| #  |            | Poszt | Név                                        |
| -- | ---------- | ----- | ------------------------------------------ |
| 30 | Csehország | K     | Michal Sedlák                              |
| 1  | Csehország | K     | Lukáš Obrcián                              |
| 2  | Csehország | V     | Filip Suchý                                |
| 4  | Csehország | V     | Jan Štoncner                               |
| 5  | Csehország | V     | Jakub Čížek                                |
| 6  | Csehország | V     | Štěpán Hanzlík                             |
| 9  | Csehország | V     | David Velas                                |
| 11 | Csehország | V     | Tomáš Procházka (Csapatkapitány-helyettes) |
| 12 | Csehország | V     | Ondřej Stočes                              |
| 19 | Szlovákia  | V     | Martin Koiš                                |

| #  |            | Poszt | Név                           |
| -- | ---------- | ----- | ----------------------------- |
| 3  | Csehország | KP    | Pavel Bartoš (Csapatkapitány) |
| 7  | Csehország | KP    | Dominik Šíma                  |
| 8  | Csehország | KP    | Dušan Holeček                 |
| 10 | Csehország | KP    | Jiří Růžička                  |
| 14 | Csehország | KP    | Stanislav Skořepa             |
| 17 | Csehország | KP    | Milan Pudil                   |
| 20 | Csehország | KP    | Marek Tóth                    |
| 15 | Csehország | CS    | Jiří Doležel                  |
| 16 | Csehország | CS    | Václav Kraus                  |
| 18 | Csehország | CS    | Daniel Bořík                  |

## Korábbi edzők
- Jiří Kuchler (1961-1963)[3]
- Miroslav Koubek
- Jaroslav Šilhavý
- Martin Hřídel
- Stanislav Procházka
- Stanislav Hejkal
- Miroslav Beránek
- Jaroslav Peřina
- Eduard Novák (2011. július-2011. október)
- Zbyněk Busta (2011. október-2011. november)
- Martin Čurda (2011. november-2012. április)
- Daniel Drahokoupil (2012. április-2013. május)

## Szereplése hazai bajnokságokban
| - 1993–1995 Cseh 2. Liga - 1995–1997 Bohemian Labdarúgó-bajnokság - 1997–2000 Divize B - 2000–2002 Bohemian Labdarúgó-bajnokság - 2002–2003 Divize B - 2003–2006 Cseh 2. Liga - 2006–2010 Gambrinus liga - 2010–2011 Cseh 2. Liga - 2011–2013 Bohemian Labdarúgó-bajnokság - 2013– Divize B |

- 39 szezon az első osztályban[1]
- 29 szezon a másodosztályban[1]
- 15 sezezon a harmadosztályban[1]
- 4 szezon a negyedosztályban[1]

### Csehország
| Szezon    | Bajnokság | #   | M  | Gy | D  | V  | RG | KG | GK  | P  | Kupa         |
| --------- | --------- | --- | -- | -- | -- | -- | -- | -- | --- | -- | ------------ |
| 1993–1994 | 2. liga   | 14. | 30 | 7  | 7  | 16 | 24 | 45 | –21 | 21 |              |
| 1994–1995 | 2. liga   | 16. | 34 | 8  | 11 | 15 | 36 | 51 | –15 | 41 |              |
| 1995–1996 | 3. liga   | 11. | 34 | 10 | 8  | 16 | 34 | 43 | –9  | 38 |              |
| 1996–1997 | 3. liga   | 17. | 34 | 8  | 9  | 17 | 36 | 64 | –28 | 33 |              |
| 1997–1998 | 4. liga   | 7.  | 30 | 11 | 9  | 10 | 46 | 33 | +13 | 42 | Legjobb 64   |
| 1998–1999 | 4. liga   | 3.  | 30 | 17 | 7  | 4  | 61 | 23 | +38 | 58 | Első kör     |
| 1999–2000 | 4. liga   | 1.  | 30 | 21 | 6  | 3  | 62 | 18 | +44 | 69 | Első kör     |
| 2000–2001 | 3. liga   | 6.  | 34 | 15 | 9  | 10 | 42 | 33 | +9  | 54 | Legjobb 64   |
| 2001–2002 | 3. liga   | 18. | 34 | 7  | 9  | 18 | 36 | 57 | –21 | 30 | Legjobb 32   |
| 2002–2003 | 4. liga   | 3.  | 30 | 16 | 7  | 7  | 65 | 37 | +28 | 55 | Legjobb 64   |
| 2003–2004 | 2. liga   | 4.  | 30 | 15 | 5  | 10 | 47 | 27 | +20 | 50 | Legjobb 64   |
| 2004–2005 | 2. liga   | 4.  | 28 | 11 | 10 | 7  | 37 | 22 | +15 | 43 | Nyolcaddöntő |
| 2005–2006 | 2. liga   | 1.  | 30 | 17 | 6  | 7  | 45 | 21 | +24 | 57 | Nyolcaddöntő |
| 2006–2007 | 1. liga   | 11. | 30 | 7  | 10 | 13 | 23 | 37 | –14 | 31 | Legjobb 32   |
| 2007–2008 | 1. liga   | 14. | 30 | 6  | 9  | 15 | 31 | 45 | –14 | 27 | Legjobb 64   |
| 2008–2009 | 1. liga   | 14. | 30 | 8  | 7  | 15 | 21 | 41 | –20 | 31 | Nyolcaddöntő |
| 2009–2010 | 1. liga   | 15. | 30 | 7  | 4  | 19 | 24 | 50 | –26 | 25 | Nyolcaddöntő |
| 2010–2011 | 2. liga   | 15. | 30 | 8  | 7  | 15 | 42 | 48 | –6  | 31 | Első kör     |
| 2011–2012 | 3. liga   | 17. | 34 | 10 | 3  | 21 | 48 | 64 | –16 | 33 | Első kör     |
| 2012–2013 | 3. liga   | 16. | 34 | 11 | 5  | 18 | 42 | 51 | –9  | 38 | Első kör     |

## Szereplése nemzetközi kupákban
| Szezon  | Kiírás       | Kör         | Ország        | Klub                    | Otthon | Idegenben |
| ------- | ------------ | ----------- | ------------- | ----------------------- | ------ | --------- |
| 1934    | Mitropa Kupa | Első kör    | Olaszország   | Inter Milan             | 1-1    | 3-2       |
|         |              | Negyeddöntő | Magyarország  | Ferencvárosi TC         | 4-1    | 0-6       |
| 1938    | Mitropa Kupa | Első kör    | Jugoszlávia   | HAŠK Zagreb             | 3-1    | 1-2       |
|         |              | Negyeddöntő | Olaszország   | Juventus FC             | 1-2    | 2-4       |
| 1961    | Mitropa Cup  | Első kör    | Olaszország   | Udinese Calcio          |        | 2-3 h. u. |
|         |              |             | Ausztria      | 1. Wiener Neustädter SC |        | 5-0       |
|         |              |             | Ausztria      | Linzer ASK              | 1-1    |           |
|         |              | Elsődöntő   | Olaszország   | Bologna FC              | 1-2    | 0-1       |
| 1963-64 | Rappan-kupa  | Első kör    | Lengyelország | Odra Opole              | 1-1    | 0-4       |
|         |              |             | Jugoszlávia   | Hajduk Split            | 2-0    | 2-1       |
|         |              |             | GDR           | Motor Zwickau           | 2-1    | 0-1       |

## Sikerek
- Első osztály
  - 3. hely: 1933-34, 1946-47
  - 4. hely: 1927, 1937-38, 1952
  - 5. hely 1927-28, 1928-29, 1930–31, 1932–33, 1934–35, 1936–37, 1953
- Másodosztály
  - bajnokcsapat: 1925, 1947–48, 1951, 1959–60, 2005-06
  - ezüstérmes (feljutás): 1968-69
- Kupa
  - ezüstérmes: 1975-76

## Fordítás
Ez a szócikk részben vagy egészben  a   SK Kladno című angol Wikipédia-szócikk ezen változatának fordításán alapul.  Az eredeti cikk szerkesztőit annak laptörténete sorolja fel. Ez a jelzés csupán a megfogalmazás eredetét és a szerzői jogokat jelzi, nem szolgál a cikkben szereplő információk forrásmegjelöléseként.